# برتراند کراسون
برتراند کراسون (به انگلیسی: Bertrand Crasson) بازیکن فوتبال اهل بلژیک و عضو تیم ملی فوتبال بلژیک است که در تاریخ ۱ مه ۱۹۹۱ میلادی اولین بازی ملی‌اش را مقابل تیم ملی فوتبال آلمان انجام داد. او در ۲۵ بازی ملی حضور داشت و جمعاً ۱۷۵۹ دقیقه برای تیم ملی فوتبال بلژیک به میدان رفت. برتراند کراسون آخرین بازی ملی خود را در تاریخ ۱۵ اوت ۲۰۰۱ میلادی در برابر تیم ملی فوتبال فنلاند انجام داد. وی در بازی‌های ملی‌اش ۱ گل به ثمر رساند.